# Gunnar Josephson
Gunnar August Josephson, född 25 juli 1889 i Stockholms mosaiska församling, död 10 januari 1972 i S:t Johannes församling i Stockholm, var en svensk bokhandlare, som även var engagerad i Mosaiska församlingen i Stockholm. 

## Utbildning och yrkesliv
Han tog studenten 1908 och var sedan elev vid Schartaus handelsinstitut 1909. Han bedrev bokhandelsstudier i München, Berlin och London från 1909 tills han 1911 anställdes vid Nordiska Bokhandeln i Stockholm där han var verksam till 1920. Samma år blev han VD för AB Sandbergs Bokhandel i Stockholm, en roll som han innehade fram till 1956 då han i stället blev ordförande i bolaget.

## Förtroendeuppdrag och engagemang
Josephson var ordförande i Garantiföreningen för svenska bokhandlare. Han var engagerad i Mosaiska församlingen i Stockholm, där han innehade posten som ordförande och föreståndare 1936–1962. Josephson var även djupt engagerad i församlingens hjälpverksamhet för Europas judar under åren 1933–1945. Han var ordförande i Israelitiska ynglingaföreningen samt sekreterare i Judiska litteratursamfundet. Ännu en ordförandepost uppehöll han i H S Josephson AB. Som kassaförvaltare var han verksam i Patriotiska sällskapet och Svenska humanistiska förbundet.

## Familj
Gunnar Josephson var son till bokhandlaren Viktor Josephson och Annsofi Valentin samt bror till konsthistorikern, författaren och chefen för Dramaten Ragnar Josephson. En farbror till honom var grosshandlare Hjalmar Josephson.
Från 1916 var Gunnar Josephson gift med Maud Boheman (1888–1957) som var dotter till kanslisekreterare Carl Boheman och Ellen Abramson samt syster till diplomaten Erik Boheman och sondotter till entomologen Carl Henrik Boheman. Gunnar och Maud Josephson blev föräldrar till språkvetaren Åke Josephson (1919–1958), bokhandlaren Carl Olof Josephson (1921–2002), skådespelaren Erland Josephson (1923–2012) och psykoterapeuten Inger Josephson (född 1928). Makarna var vidare farföräldrar till språkvetaren Olle Josephson, skådespelaren Charlotta Larsson, regissören Ludvig Josephson och skådespelaren Fanny Josephson. 
Släkten Josephsons historia skildrades 2012 i en tillfällig utställning på Judiska museet i Stockholm.